# Lê Phước Thọ
Lê Phước Thọ (25 tháng 12 năm 1927 – 6 tháng 7 năm 2023), tên thường gọi Sáu Hậu, là một cựu chính trị gia Việt Nam. Ông từng là Ủy viên Bộ Chính trị khóa VII, Bí thư Trung ương Đảng Cộng sản Việt Nam khóa VI, VII, Ủy viên Dự khuyết Ban Chấp hành Trung ương Đảng Cộng sản Việt Nam khóa IV, Ủy viên Ban Chấp hành Trung ương Đảng Cộng sản Việt Nam khóa V, VI, VII, nguyên Trưởng ban Nông nghiệp Trung ương, Trưởng ban Tổ chức Trung ương, nguyên Bí thư Tình ủy Hậu Giang.
Ông là một trong những lãnh đạo cao cấp từng lên tiếng bảo vệ cho cựu giám đốc Nông trường Sông Hậu Trần Thị Ngọc Sương.
Lê Phước Thọ quyết định kết nạp đảng Cộng sản Đông Dương vào năm 1949. Trong quá trình hoạt động Đảng và Nhà nước, ông được trao huy hiệu 30, 40 và 45 năm tuổi đảng. Sau khi nghỉ hưu, ông được trao huy hiệu cao hơn 50 năm tuổi đảng.
Ông qua đời vào ngày 6 tháng 7 năm 2023 tại nhà riêng, Hưởng thọ 95 tuổi.

## Phong tặng
- Huân chương Hồ Chí Minh

- Huy hiệu 75 năm tuổi Đảng

và nhiều Huân, huy chương cao quý khác